# Brachycephalus pernix
Brachycephalus pernix är en groddjursart som beskrevs av Pombal, Wistuba och Bornschein 1998. Brachycephalus pernix ingår i släktet Brachycephalus och familjen Brachycephalidae. IUCN kategoriserar arten globalt som otillräckligt studerad. Inga underarter finns listade.